# Randall Duk Kim
Randall Duk Kim (김덕문?, 金德文?, Gim DeokmunLR, Kim Tŏk-munMR; Jeonju, 24 settembre 1943) è un attore statunitense.

## Biografia
Kim è nato alle Hawaii da una famiglia fondamentalista battista di origine cinese e coreana. È cresciuto in una fattoria vicino al cratere Koko Head. Ha sviluppato un interesse per la recitazione da bambino dopo aver visto il musical Oklahoma! all'Honolulu Community Theatre. Al liceo, guardava spesso spettacoli teatrali all'Università delle Hawaii. Dopo essersi diplomato al liceo, mentre visitava la famiglia a San Diego, visitò l'Old Globe Theatre dove vide Il mercante di Venezia, La dodicesima notte e Riccardo III. Ha attribuito a Morris Carnovsky il merito di averlo ispirato a diventare un attore.
Nel 1964, Kim e il suo amico Charles Bright si trasferirono a New York City per intraprendere la carriera di attori. Bright divenne apprendista presso l'Association of Producing on the Phoenix sulla 74th Street. Kim e Bright hanno fatto amicizia con il direttore della casa che ha dato a Kim posti invenduti agli spettacoli. Kim trascorse del tempo a Londra tra il 1966 e il 1967, dove ottenne un lavoro part-time e guardò gli spettacoli della Royal Shakespeare Company.

## Carriera

### Teatro
Kim ha iniziato a fare teatro all'età di 18 anni. Ha interpretato un'ampia varietà di ruoli sul palcoscenico, concentrandosi su opere classiche occidentali, tra cui Shakespeare, Cechov, Ibsen e Molière. Ha trascorso la maggior parte della sua carriera in teatro.
Kim ha recitato nella prima commedia scritta da un asiatico americano ad essere prodotta professionalmente a New York, The Chickencoop Chinaman di Frank Chin, che è stata allestita dall'American Place Theatre nel 1972.
Kim ha co-fondato l'American Players Theatre a Spring Green, Wisconsin con Anne Occhiogrosso e Charles Bright nel 1977. Era il direttore artistico del teatro.
Nel 1974, Kim recitò nella seconda opera teatrale di Chin, L'anno del drago. Sempre in quell'anno, è diventato uno dei primi attori asiatico-americani a interpretare un ruolo da protagonista in una produzione americana di un'opera di Shakespeare quando ha interpretato il ruolo del titolo nella produzione del New York Public Theater del 1974 di Pericle, principe di Tiro. Kim ha interpretato il ruolo del titolo in Amleto al Teatro Guthrie nel 1978-79.
Nel 1996 ha interpretato Kralahome nel revival di The King and I a Broadway, succedendo in seguito al ruolo principale. Altri crediti a Broadway includono Golden Child e la versione riveduta di Flower Drum Song, entrambi scritti da David Henry Hwang.

### Film e televisione
Kim ha interpretato il Fabbricante di chiavi nel film Matrix Reloaded. Inizialmente gli era stato chiesto dal direttore del casting Mali Finn per il ruolo. Nel 2008, ha interpretato il matematico Dashiell Kim nell'episodio "The Equation" della serie televisiva Fringe. Ha interpretato Nonno Gohan nel live action Dragonball Evolution. Kim ha doppiato l'insegnante di Po e Shifu, il Gran Maestro Oogway, in Kung Fu Panda e Kung Fu Panda 3.

### Vita privata
È sposato con l'attrice e co-fondatrice dell'American Players Theatre, Anne Occhiogrosso.

## Filmografia

### Cinema
- Il re delle isole, regia di Tom Gries (1970)
- Tora! Tora! Tora!, regia di Richard Fleischer, Kinji Fukasaku, Toshio Masuda (1970)
- Costretti ad uccidere, regia di Antoine Fuqua (1998)
- La sottile linea rossa, regia di Terrence Malick (1998)
- Anna and the King, regia di Andy Tennant (1999)
- Matrix Reloaded (The Matrix Reloaded), regia di Andy e Larry Wachowski (2003)
- Memorie di una geisha (Memoirs of a Geisha), regia di Rob Marshall (2005)
- Falling for Grace, regia di Fay Ann Lee (2006)
- Tailor Made, (2007) - Cortometraggio
- Year of the Fish, regia di David Kaplan (2007)
- Dragonball Evolution, regia di James Wong (2009)
- Ninja Assassin, regia di James McTeigue (2009)
- L'ultimo dominatore dell'aria, regia di  M. Night Shyamalan (2010)
- John Wick, regia di Chad Stahelski (2014)
- John Wick 3 - Parabellum (John Wick: Chapter 3 - Parabellum), regia di Chad Stahelski (2019)

### Televisione
- Hawaii Squadra Cinque Zero – serie TV (1968–1969)
- Nourish the Beast, regia di Norman Lloyd (1974) - film tv
- Everyman - serie TV, 1 episodio (1995)
- 100 Centre Street – serie TV, 1 episodio (2001)
- L'incantesimo del manoscritto (The Lost Empire), regia di Peter MacDonald – miniserie TV (2001)
- MTV Movie Awards Reloaded, (2003) - Cortometraggio TV
- Thief – serie TV, (2006)
- Cashmere Mafia – serie TV, (2008)
- New Amsterdam – serie TV, (2008)
- Fringe – serie TV, (2008)
- Person of Interest – serie TV, (2012)
- Elementary – serie TV, (2012)

### Doppiaggio
- Oogway in Kung Fu Panda, I segreti dei cinque cicloni, I segreti dei maestri, Kung Fu Panda - Mitiche avventure, Kung Fu Panda 3
- John in The Boys presenta: Diabolico!
- Avatar - La leggenda di Aang (Avatar: The Last Airbender) – serie TV, episodio 1x05 (2024)

## Doppiatori italiani
Nelle versioni in italiano delle opere in cui ha recitato, Randall Duk Kim è stato doppiato da:
- Paolo Buglioni in Anna and the King
- Renato Cortesi in Matrix Reloaded
- Vittorio Congia in Memorie di una geisha
- Angelo Nicotra in Fringe
- Dario Penne in Dragonball Evolution
- Franco Zucca in L'ultimo dominatore dell'aria
- Pieraldo Ferrante in Person of Interest
- Giorgio Lopez in John Wick
- Gianni Giuliano in John Wick 3 - Parabellum

Da doppiatore è sostituito da:
- Dante Biagioni in Kung Fu Panda, I segreti dei cinque cicloni, I segreti dei maestri, Kung Fu Panda - Mitiche avventure, Kung Fu Panda 3
- Ambrogio Colombo in Avatar: la leggenda di Aang